# سیمون تالکین
سیمون ماریو روئل تالکین (به انگلیسی: Simon Mario Reuel Tolkien) (زاده ۱۲ ژانویه ۱۹۵۹) که بیشتر با نام سیمون تالکین شناخته می‌شود، رمان‌نویس بریتانیایی و وکیل سابق است. او نوه جی. آر. آر. تالکین و بزرگترین فرزند کریستوفر تالکین است.

## زندگینامه
سیمون در ۱۲ ژانویه ۱۹۵۹ در آکسفورد به دنیا آمد و تنها فرزند کریستوفر تالکین و همسر اولش فیث فالکونبریج بود. پدر و مادرش زمانی که او پنج ساله بود از هم جدا شدند و او با مادرش بزرگ شد. او در مدرسه دراگون در آکسفورد و سپس مدرسه داوساید تحصیل کرد. او تاریخ مدرن را در کالج ترینیتی آکسفورد مطالعه کرد و پس از آن به مدت پانزده سال به عنوان وکیل جنایی مشغول به کار شد. او در سال ۱۹۹۴ وکیل دادگستری شد.
در سال ۱۹۸۴ او با تریسی استینبرگ، متولد ۱۹۶۲ ازدواج کرد. تریسی صاحب یک فروشگاه لباس قدیمی در چلسی لندن به نام استینبرگ و تالکین بود که در سپتامبر ۲۰۰۷ بسته شد. آنها دو فرزند دارند، یک پسر با نام نیکلاس و یک دختر با نام آنا. نیکلاس یک نمایشنامه‌نویس و کارگردان است که اولین نمایشنامه‌اش با نام ترزین را در ژوئن ۲۰۱۷ آغاز کرد.
تالکین در حال حاضر با همسرش تریسی در جنوب کالیفرنیا زندگی می کند.

## کتابشناسی

### رمان‌های بازرس تراو
- وراثت (۲۰۱۰)
- پادشاه الماس (۲۰۱۱)
- سفارش‌هایی از برلین (۲۰۱۲)

### دیگر آثار
- آخرین شاهد / نامادری (۲۰۰۲)
- سرزمین هیچ مردی[۷]